# Arcyophora longivalvis
Arcyophora longivalvis är en fjärilsart som beskrevs av Achille Guenée 1852. Arcyophora longivalvis ingår i släktet Arcyophora och familjen trågspinnare. Inga underarter finns listade i Catalogue of Life.